# 手語拼寫法
手語拼寫法（英語：Fingerspelling or Manual alphabet，簡稱：手拼法，又稱：指拼法或指拼手語或手語字母），是一種在文字中字母的表達模式，有時還會出現記數系統，但是僅僅用的是雙手。而這些由手表達出來的字母經常被用在聾人教育，後來被採納為手語獨特的一部分，全世界大約有40種手語拼寫字母的版本，從歷史的觀點來看，手語拼寫法還有更多的用途，包含了使用密碼、記憶術以及無聲的宗教設置。

## 歷史
有許多作家曾建議在希臘、羅馬、埃及和亞述文物身體和手被用來代表字母。毋庸置疑的是「手指演算」系統被廣泛使用，並且最多只能表示10,000的號碼 ；中東至今仍正在使用中。當然也有一些手語拼寫法來代替實務，被譽為希伯來字母代碼也是相通的，很有可能這兩種用法可以做組合，來產生一目手指演算的列表。已知最早的手語字母，是位於8世紀的諾森布里亞王國由本篤會僧侶彼得的一段描述。當由比德所描述拉丁語和希臘語之手語字母平時的目的是不見經傳，他們不太可能透過該用法來向聾人溝通，即使後來比德在有生之年失去自己的聽覺，歷史學家洛伊絲·布拉格的結論這些字母是「只有小孩子氣的遊戲而已」。
1938年由羅伯特·亞歷山大·斯圖爾特·麥卡利斯特開始，有幾位作家紛紛猜測5世紀的愛爾蘭甘文維腳本，而它的五進制字母系統，卻傳達自手語字母，甚至是比僧侶彼得更早。
到後來其他歐洲的僧侶遇到彼得，至少會以手勢來做溝通。對於一些原因：修道院彼此之間的溝通無論是給病人服用藥品，還是作為記憶的設備管理，其實他們都同時觀察彼此沈默的誓約。當然他們也可以用作密碼或者是暗號來作為彼此之間謹慎與保密的通信。目前所使用許多手語字母，其來歷非常清楚，可能它來自於16世紀由西班牙和義大利修士出版的書籍。同一時間，僧侶就如同本篤會弗賴·佩德羅·龐塞·德萊昂對於富裕的顧客的聾小孩開始補習，畢竟在法律層面有提到「識字是繼承人對自己的小孩要有所需求」，於是手語字母已經找到新的用途。其實他們也早該發現口跟手是身裡機能的一部分。第一部為聾人所建立的書籍是在馬德里於1620年由胡安·巴勃羅·博內特的創作，書中詳細介紹如何透過手語字母來傳授聾啞的學生閱讀和說話。
就此同時，在英國也出現手語字母的使用目的，像是保密通信、公開講話、對於聾人的溝通使用。1648年，約翰·布爾沃描述著「雇主巴賓頓」，雖是一名聾人，但是平時訓練自己的手語拼寫法，也就是說「透過靈活的手指關節來做出動作」，既使在自己人生的黑暗中，透過該方法，能夠與他的妻子互相溝通。1680年，喬治·達爾加諾所出版的《Didascalocophus, or, The deaf and dumb mans tutor》，書中提出作者自己對於聾人教育的看法，當然也包括「關節的」字母，其中每一個字母指向手指或者手掌的關節位置各有不同來表示字母的含意，聽其他的聾人說使用關節的系統已有一段時間；根據一些人猜測他們可以追溯到早期甘文維的手語字母。這些字母的母音已倖存於英國、澳洲、紐西蘭手語所用的當代風格之字母。現今所使用雙手比出字母的聲母，早就出現在1968年的印刷圖像《手指類語言》，也就是在一位連一句話都說不出來的匿名作者的一本小冊子中。為了要保持沈默、保密或者是純粹娛樂，他也建議過手語字母可以在靜音的環境下使用，其九封可以追溯到更早字母的信件，加上另外17封包含現代雙手比出字母的信件被發現，進而促成了現在26個手語字母。
查爾斯德拉翅片在1692年所出版的書籍當中描述一系列的字母系統，有一部分的身體部位可表示其中第一個字母（實例：Brow=B ，眉毛B），子音位於指尖，可用於其他英語系統。他描述代碼可以是英語或拉丁語。
1720年，英國手語字母或多或少地發現它的目前形式。在前英國殖民地印度、澳大利亞、紐西蘭、烏干達和南非，字母表的後代已被廣泛用於聾人社區或者教室，當然也出現在各個共和國和前南斯拉夫、加勒比的大開曼島、印度尼西亞、挪威、德國及美國的省份。

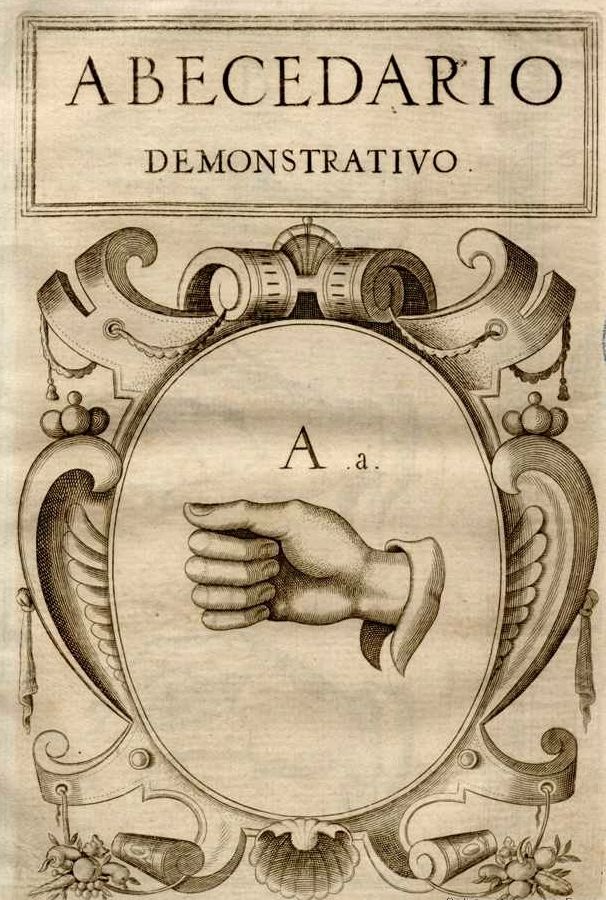
A.
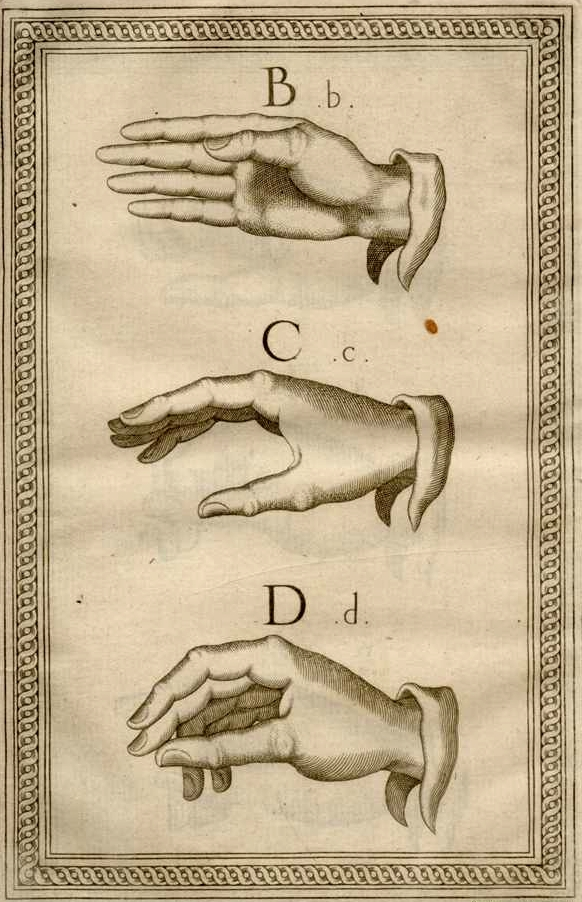
B, C, D.
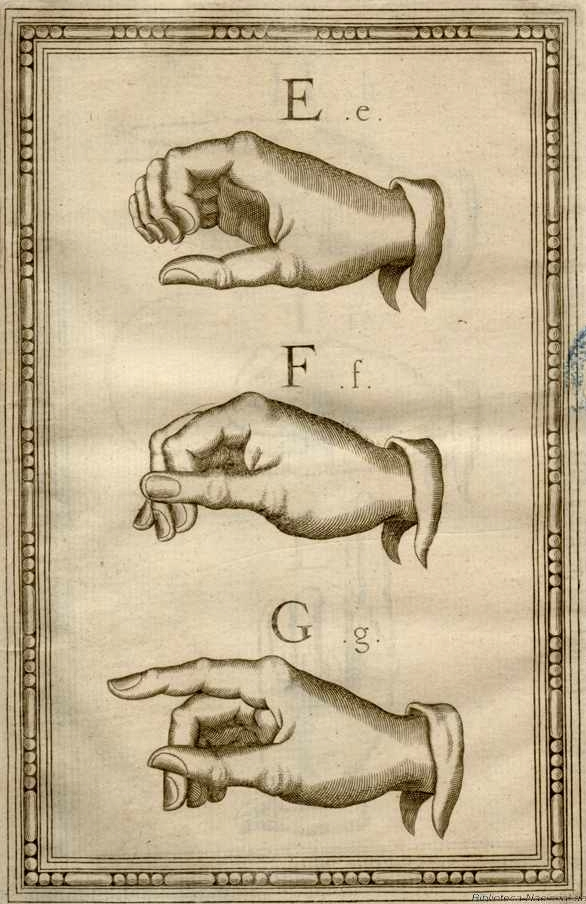
E, F, G.
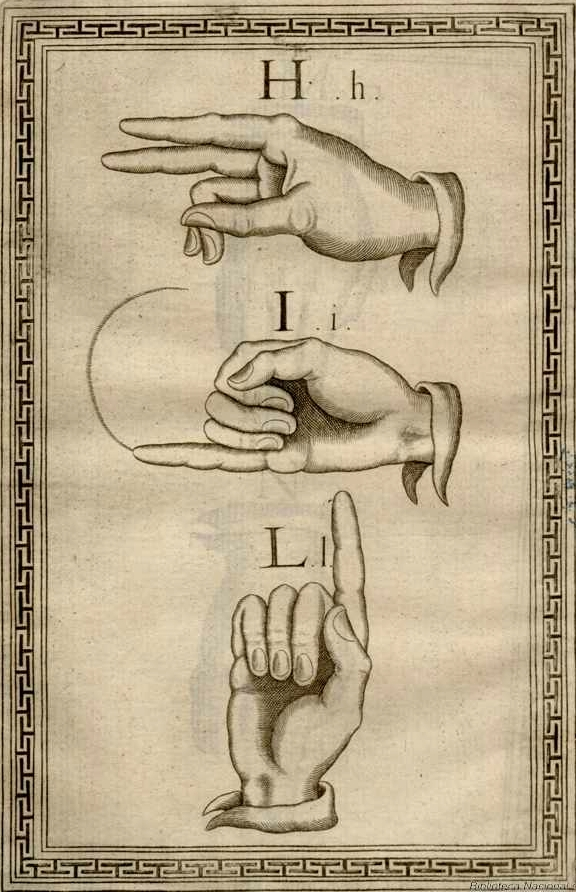
H, I, L.
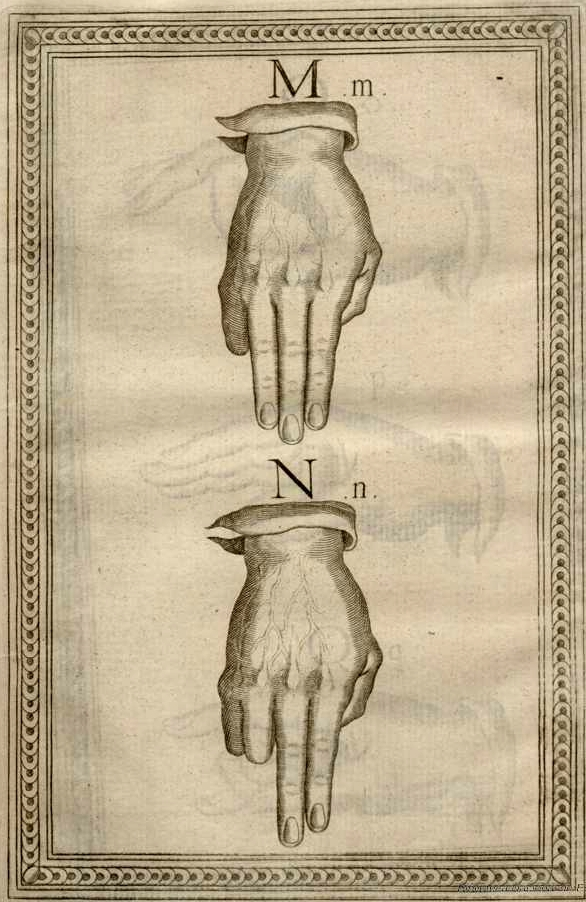
M, N.
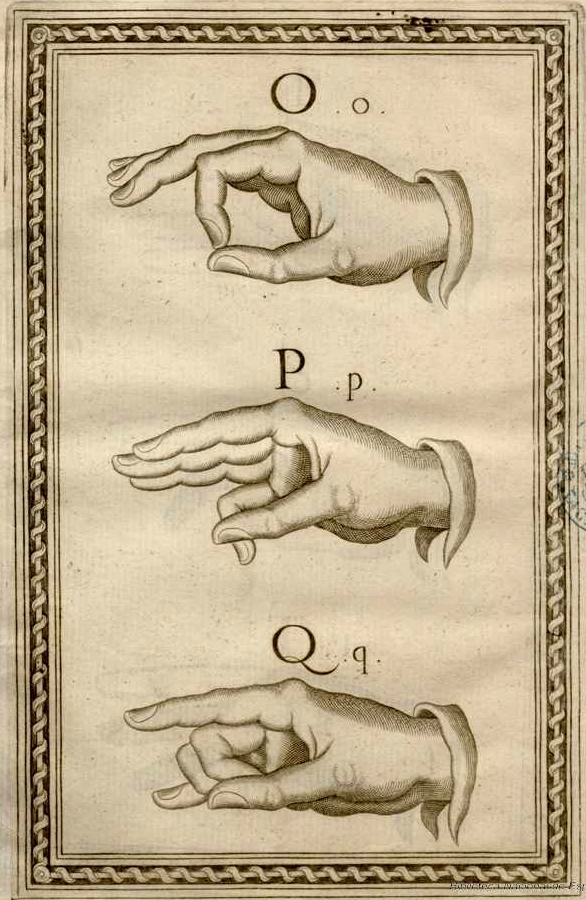
O, P, Q.
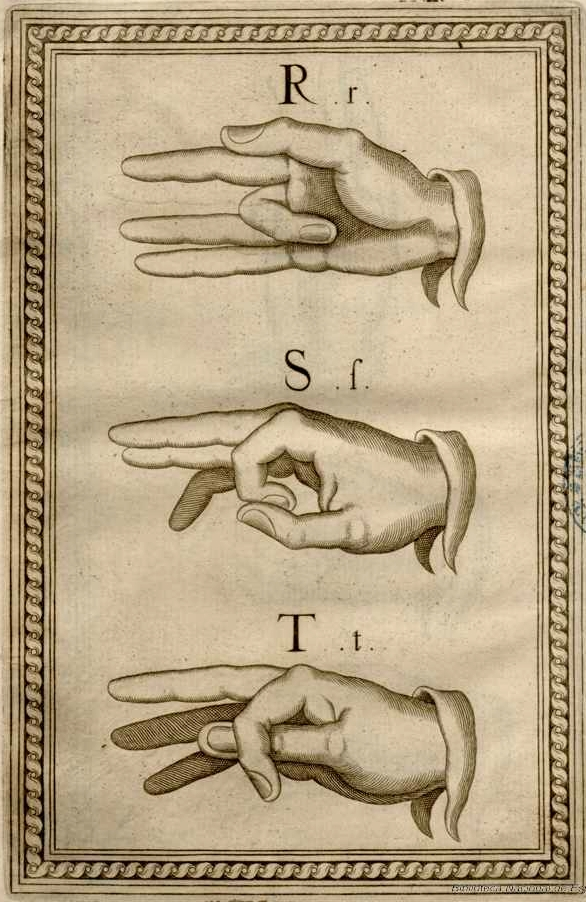
R, S, T.
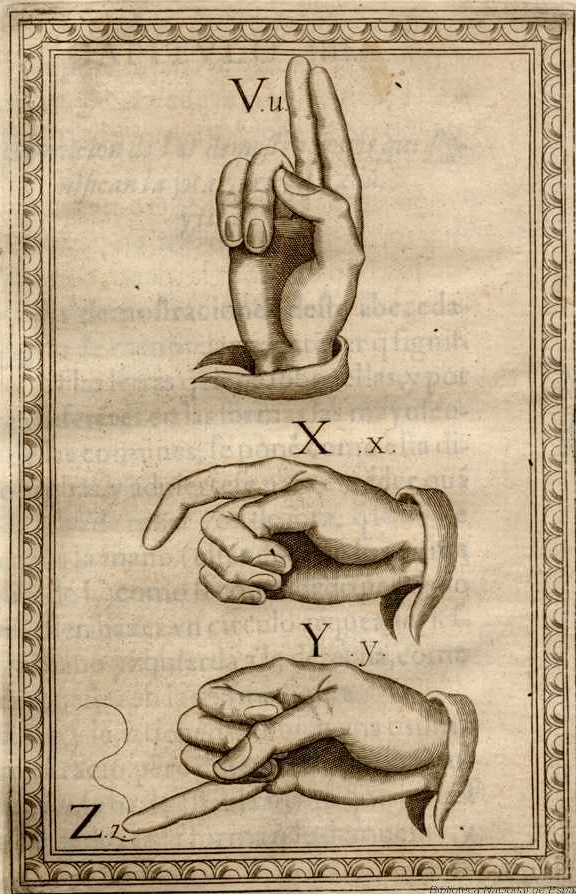
V, X, Y, Z.

### 歷史教科書
- Bonet, Juan Pablo (1620). Reducción de las letras y arte para enseñar a hablar a los mudos （页面存档备份，存于）. Scan from Biblioteca Histórica de la Universidad de Sevilla.
- Dalgarno, George (1834). Didascalocophus, Or the Deaf and Dumb Man's Tutor （页面存档备份，存于） in The Works of George Dalgarno of Aberdeen (Maitland Club publications 29) pp. 110–160.
- Rossellius, Cosmas (1579). Thesaurus Artificiosae Memoriae （页面存档备份，存于） p. 101-105.
- Wilkins, John (1641) Mercvry, or, the Secret and Swift Messenger （页面存档备份，存于）
- de Yebra, Melchor (1593) Refugium Infirmorum （页面存档备份，存于） (Refuge of the Sick)

## 外部連結
- Fingerspell （页面存档备份，存于）：免費，線上提供ASL（美國手語）手語拼寫法的實用性網站。

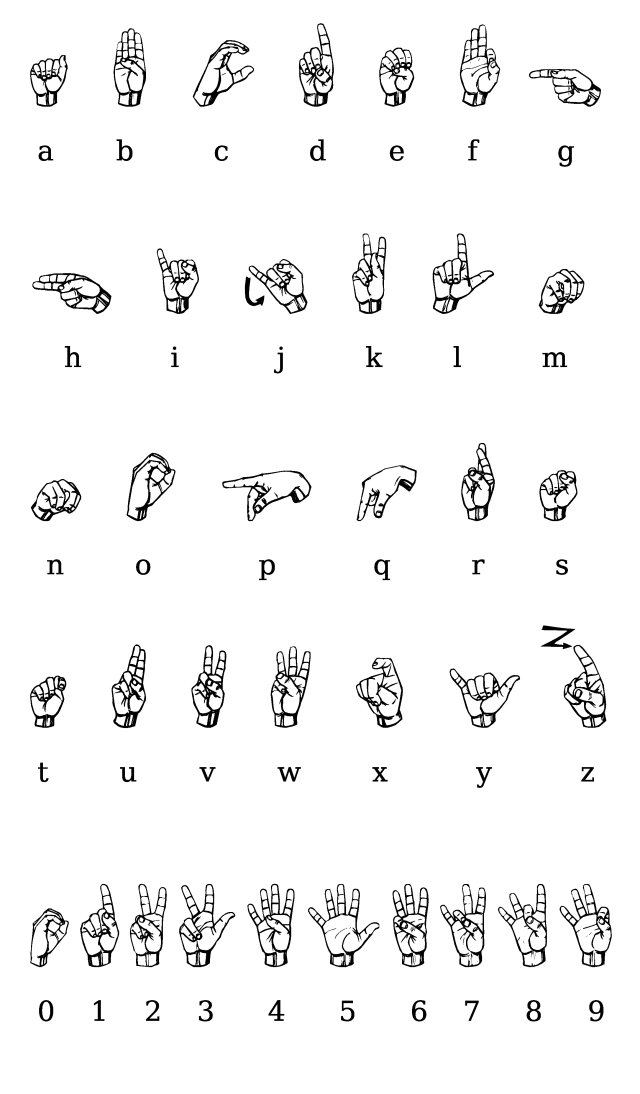
美國手語字母

英国手语指拼字母

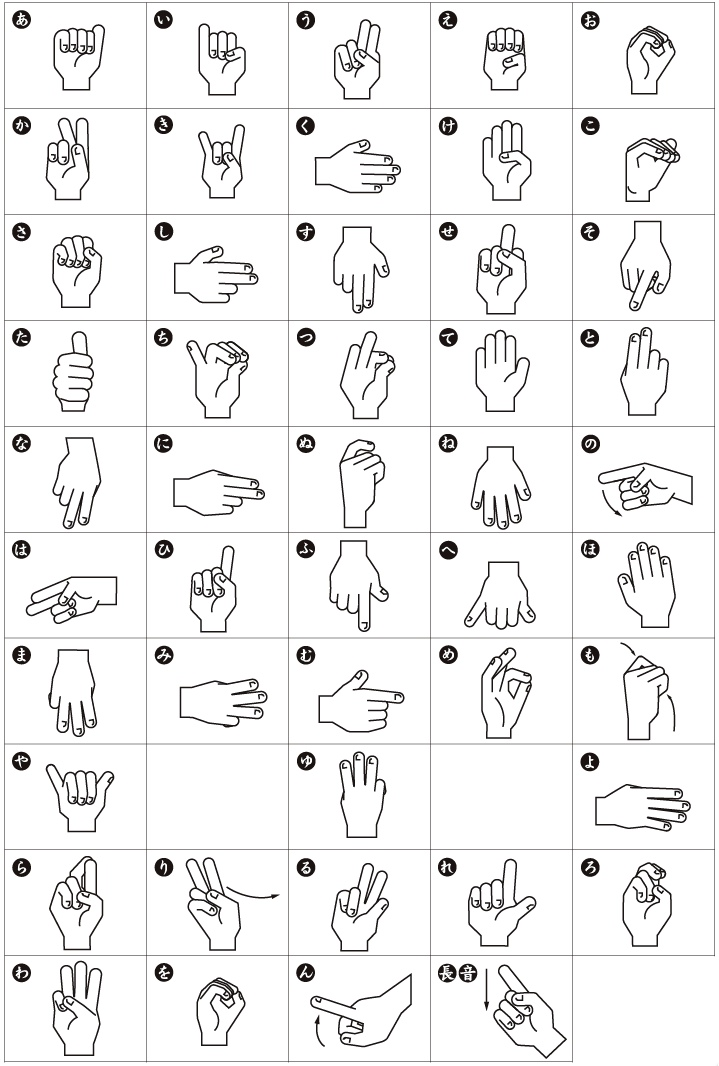
日本手語中拼寫假名的方法又稱為指文字（ゆびもじ）

- ASL Fingerspelling Resource Site （页面存档备份，存于）：免費線上提供手語拼寫法的課程、問題以及活動。
- Fingerspell Flashcards （页面存档备份，存于） 實驗性ASL，線上提供德語及瑞士德語的拼法。
- ASL Fingerspelling Resources 免費提供線上手語拼寫法的資源，包含字母表、寫字板以及遊戲。
- ASL Fingerspelling App 免費提供簡單、優美的ASL手語拼寫法的運用。